# Централ Партнершип
«Це́нтрал Партне́ршип» (англ. Central Partnership) — российская кинокомпания, основанная 6 марта 1996 года. С 2014 года входит в состав холдинга «Газпром-Медиа». По данным за март 2023 года кинокомпания выпустила в прокат 826 фильмов, из них 264 — российского производства.

## История
Компания основана 6 марта 1996 года. До 2000 года занималась телевизионной дистрибуцией. Постепенно добавились новые направления: кинопрокат, видео- и DVD-дистрибуция (с 2003 года). Первым фильмом, с которого началась кинопрокатная деятельность «Централ Партнершип», был «Характер» голландского режиссёра Майка ван Дьема. Его показывали в кинотеатре «Кодак». В 1997 году компания купила и показывала на ТВ американский сериал «Даллас» (1978). В 2000 году «ЦПШ» вышла на европейские кинорынки. В 2005 году контрольный пакет акций кинокомпании выкупил холдинг «Проф-Медиа».
В 2005 году компания запустила завод по производству оптических дисков «Диск Про» в Боровске (Калужская область), который был куплен Sony и переименован в Sony DADC в 2011 году. Сейчас основная продукция завода — Blu-Ray-диски с играми для консолей PlayStation.
В марте 2023 года компания объявила о разработке российского аналога формата IMAX — «КосМАКС». Технология обеспечивает максимально чёткое и насыщенное изображение, а также глубокий и детализированный звук. Первым фильмом, который покажут в новом формате, станет «Вызов».

## Фильмы и телесериалы
В 2002 году «Централ Партнершип» впервые выпустила в прокат российский фильм. Им был «Антикиллер» Егора Кончаловского, который собрал в прокате более миллиона долларов. Кинокомпания владеет правами более, чем на 1400 полнометражных фильмов и 4000 часов сериальной продукции.
Фильмы и сериалы компании доступны для просмотра в Facebook (с помощью приложения Cinecliq), на порталах ivi.ru, zabava.ru и других, а также для скачивания через приложения App Store (Aikino и Maxifilm) и в iTunes.
Проекты «Централ Партнершип» имеют приоритетное право на получение финансирования проектов от Фонда кино.
Кинокомпания выпустила в прокат 826 фильмов, из них 264 — российского производства. Самыми кассовыми фильмами студии являются: «Холоп» (более трёх миллиардов рублей) и «Чебурашка» (более шести миллиардов рублей).

## Собственники
С 2005 по 2014 год контрольный пакет акций компании (50,5 %) принадлежал холдингу «Проф-Медиа». С февраля 2014 года «Централ Партнершип» входит в состав холдинга «Газпром-Медиа».

## Структура
«Централ Партнершип» состоит из управляющей компании и дистрибутора кино- и телеправ «Централ Партнершип Sales House».
В 2012—2016 годах функционировала собственная производственная компания. Изначально ею являлось ООО «Студия Централ Партнершип». В декабре 2014 года студия была поглощена ООО «ЦПШ Продакшн» (до лета 2014 года студия называлась «НТВ-Кино Продакшн»), выполнявшим аналогичные функции. Спустя два года компания приобрела новое название — ООО «Киностудия КИТ» — и стала основным производителем сериалов и фильмов для холдинга «Газпром-Медиа».

### Руководство
Генеральные директора:
- Рубен Дишдишян (1996—2011)[18]
- Марк Лоло (2011—2012)[19]
- Армен Давитян (2012—2013)[20]
- Елена Верман (2013—2014)
- Павел Степанов (2014—2018)[21][22]
- Вадим Верещагин (с 2018)[23]

## Сотрудничество
В 2003 году кинокомпания приобрела часть пакета голливудского мейджора Universal, в котором были фильмы «Реальная любовь» Ричарда Кёртиса, «Банда Келли» Грегора Джордана и «Ван Хельсинг» Стивена Соммерса, с которого «Ист-Вест»/UIP лишилась прав..
«Централ Партнершип» являлся эксклюзивным дистрибьютором фильмов кинокомпании «Paramount Pictures» на территории России с 2009 по 2022 год. По контракту прокатывает в России и СНГ все фильмы этого мейджора в обмен на агентское вознаграждение. В 2011 году аналогичное соглашение было заключено с крупнейшей независимой студией «Summit Entertainment», впоследствии «Централ партнершип» также стала дистрибьютором фильмов студии «Lionsgate», купившей «Summit Entertainment» в 2012 году. Сборы всех фильмов, выпущенных компанией в прокат, превысили 1,5 млрд долларов.
В 2013 году кинокомпания «Централ Партнершип» и группа Yellow, Black and White подписали соглашение на три года о совместном продюсировании фильмов и сериалов.
В 2015 году «Централ Партнершип» заключила соглашение о сотрудничестве с крупнейшим дистрибьютором Китая China Film Group Corporation.
В мае 2021 года компания начала сотрудничать с кинокомпанией «Кинослово» Петра Анурова, в июле — с кинокомпаниями QS Films и продюсерским центром «ГОРАД». В октябре было подписано соглашение на два года о совместном производстве кинопроектов с режиссёром Марюсом Вайсбергом. В том же месяце «Централ Партнершип» подписали четырёхлетний контракт с Yellow Black & White на прокат фильмов студии. Соглашение действует с 2022 года и включает в себя права на 40 полнометражных фильмов.
В ноябре 2022 года «Централ Партнершип» прекратил сотрудничество с американской компанией Comscore, которая собирает и предоставляет данные о прокате в американскую систему Rentrak. Руководство компании решило передавать данные о кассовых сборах, количестве сеансов, и зрителей только в Единую федеральную автоматизированную информационную систему сведений о показах фильмов в кинозалах (ЕАИС). В декабре 2022 года компания подписала соглашение с Фондом поддержки военно-патриотического кино (Военкино) для совместного создания военно-патриотических фильмов. В том же месяце был подписан двухлетний эксклюзивный контракт с кинодистрибутором Ближнего Востока Four Star Films. Соглашение действует с 1 января 2023 года и касается новых релизов. Согласно контракту, Four Star Films стала официальным дистрибутором фильмов «Централ Партнершип» в странах Ближнего Востока.

### Лицензированные фильмы
- 2002 — Возвращение кота
- 2004 — Ходячий замок
- 2013 — Ветер крепчает
- 2013 — Космический пират Харлок
- 2015 — Наруто: последний фильм

## Показатели деятельности
| Год  | Сборы, млн $   | Сборы, млрд руб | Сборы с отечественных фильмов, руб/$ | Доля рынка, % | Количество сеансов | Количество зрителей | Количество фильмов |
| ---- | -------------- | --------------- | ------------------------------------ | ------------- | ------------------ | ------------------- | ------------------ |
| 2001 | 0,97           | —               | —                                    | —             | —                  | —                   | —                  |
| 2002 | 2,9            | —               | —                                    | —             | —                  | —                   | —                  |
| 2003 | 9,73           | —               | —                                    | —             | —                  | —                   | —                  |
| 2004 | 25             | —               | —                                    | —             | —                  | —                   | —                  |
| 2005 | 36,5           | —               | —                                    | —             | —                  | —                   | —                  |
| 2006 | 33,44          | —               | —                                    | 8,1           | —                  | —                   | —                  |
| 2007 | 85,09          | —               | —                                    | 15,1          | —                  | —                   | 37                 |
| 2008 | 64,6           | —               | —                                    | 7,8           | —                  | —                   | —                  |
| 2009 | 120,5          | —               | —                                    | 16,4          | —                  | —                   | —                  |
| 2010 | более 280      | —               | —                                    | 26,6          | —                  | —                   | 39                 |
| 2011 | 294,76         | 8,5             | —                                    | 25,52         | —                  | —                   | —                  |
| 2012 | более 1,5 млрд | около 5,4       | —                                    | 14,21         | —                  | —                   | —                  |
| 2013 | 194,72         | более 6         | —                                    | —             | —                  | —                   | 26                 |
| 2014 | —              | более 8         | —                                    | —             | —                  | —                   | 34                 |
| 2015 | более 5,8 млрд | 0, 096          | —                                    | 12            | —                  | 23 183 253          | 37                 |
| 2016 | 132            | более 8         | 3 408 308 933 / —                    | 17,4          | 1 461 757          | 33 538 761          | 33                 |
| 2017 | 155            | 9               | 4 463 300 815 / 77 624 255           | 16,3          | 1 545 069          | 35 852 286          | 39                 |
| 2018 | 62             | около 4         | 1 490 708 287 / 23 905 529           | 8,3           | 1 068 559          | 15 820 968          | 33                 |
| 2019 | —              | более 11        | —                                    | 19,7          | —                  | —                   | 38                 |
| 2020 | —              | 6,5             | —                                    | —             | —                  | —                   | 18                 |

## Финансовые показатели
| Год  | Выручка, млрд руб | Прибыль, млн руб |
| ---- | ----------------- | ---------------- |
| 2014 | 1,45              | 101,38           |
| 2015 | 1,18              | -100,22          |
| 2016 | 1,07              | -47,12           |
| 2017 | 0,81              | 9,23             |
| 2018 | 0,87              | 327,17           |
| 2019 | 0,57              | -47,70           |
| 2020 | 0,47              | -2,8             |
| 2021 | 0,72              | 246,05           |